# Не бойся темноты
«Не бойся темноты» (англ. Don't Be Afraid of the Dark) — американский фильм ужасов, ремейк одноимённого телевизионного фильма канала ABC 1973 года. Режиссёром стал известный в Канаде художник комиксов Трой Никси. В главных ролях Гай Пирс, Кэти Холмс и Бэйли Мэдисон.
На ежегодном фестивале Comic-Con было объявлено, что фильм выйдет 12 января 2011 года. Однако позже дата постоянно переносилась. Это было вызвано затянувшейся сделкой по продаже прав на фильм компании Miramax Films. Мировая премьера фильма состоялась 6 октября 2011 года.
Чтобы изобразить загадочных существ, Никси черпал вдохновение, часами просматривая фотографии землекоповых.

## Сюжет
Октябрьской ночью 1910 года сумасшедший владелец поместья — художник и биолог Эмерсон Блэквуд заманил свою служанку в подвал с целью удалить её зубы. Он объясняет, что загадочные существа, которые похитили его сына, обещали вернуть его в обмен на зубы. В то время, как Блэквуд вырывает зубы у молодой горничной, по всему дому слышен загадочный шёпот. Эмерсон подходит к камину и предлагает зубы в обмен на сына, однако его самого втягивают в камин. Пролог заканчивается тем, что подвал оказывается запечатанным и забытым на десятки лет.
В поместье Блэквуд приезжает девочка Салли (Бэйли Мэдисон). Восстановлением готического особняка занимается её отец — архитектор Алекс (Гай Пирс) и его подруга Ким (Кэти Холмс). Мать Салли бросила её, и девочка отчуждает себя ото всех.
Салли слышит странные голоса, называвшие её по имени и зовущие её за собой. Салли находит камин, крышка которого завинчена болтами. Голоса просят Салли открыть камин и обещают ей дружбу. Появившийся отец не даёт ей открыть щит полностью, однако Салли успевает приоткрыть его. Этого хватает, чтобы существа вырвались из камина. Они начинают приходить к Салли по ночам и просят её выключить свет.
В доме начинают твориться странные вещи. Ким обнаруживает несколько изрезанных платьев. У Алекса пропадает бритва. Вскоре Ким находит разорванного плюшевого мишку, которого она подарила Салли, под её кроватью.
Салли утверждает, что что-то или кто-то виноват в происходящих в доме странностях, но отец не верит её рассказам. Ким принимает сторону Салли, когда странные вещи становится уже невозможно не замечать.
Ким говорит с садовником, который знает историю дома и был сильно ранен загадочными существами. Он предупреждает семью об опасности и просит уехать из поместья. Он советует Ким съездить в местную библиотеку, чтобы навести справки о предыдущем владельце дома. Ким обнаруживает, что сын Эмерсона Блэквуда пропал без вести. Перед своим исчезновением Блэквуд писал о маленьких существах, которые жили на Земле ещё до появления человечества, и о том, что они похищали детей, чтобы превращать их в себе подобных, а также ели их зубы. Ким понимает, что описание этих существ совпадает с тем, что рассказала Салли.
Осознав всю опасность, в которой они оказались, Ким пытается вытащить Салли из дома. Однако существа отключают электричество в доме. Алекс и Ким попадают в организованную существами ловушку — те связывают Салли и тащат её в подвал. Ким удается освободиться, она бежит в подвал и развязывает Салли. Алекс тоже прибегает в подвал, хватает Салли, однако не успевает помочь Ким. Он видит, как её затаскивают в камин.
В эпилоге Алекс и Салли покидают дом. Салли оставляет рисунок, который она нарисовала для Ким. После их ухода показано, как рисунок таинственно плывет вниз, в подвал и в камин. Фильм заканчивается фразами Ким, которая стала одним из существ. Другие существа терпеливо ждут своей следующей жертвы.

## В ролях
- Бэйли Мэдисон — Салли
- Гай Пирс — Алекс
- Кэти Холмс — Ким
- Алан Дэйл — Джейкоб
- Джек Томпсон — Хэррис
- Джулия Блэйк — миссис Андерхилл
- Гарри МакДональд — Эмерсон Блэквуд
- Эдвина Ричард — мисс Винтер
- Николас Белл — психиатр
- Джеймс Маккей — библиотекарь
- Эмелия Бёрнс — официантка

## Прокатный рейтинг MPAA
Американская ассоциация кинокомпаний присвоила фильму прокатный рейтинг — R (ограничение — до 17 лет требуется сопровождение родителя или взрослого опекуна), несмотря на то, что сам режиссёр настаивал на рейтинге PG-13 (дети до 13 лет допускаются на фильм только с родителями).

Гильермо Дель Торо:
«Мы думали, что сможем снять кино с рейтингом PG-13. Однако MPAA присвоило нашему фильму рейтинг R из-за, по их мнению, проникающего страха. Они сказали, что незачем принижать такой по-настоящему страшный фильм…»

## Оценка критиков
На Rotten Tomatoes обзоры написали 159 критиков, из них 59 % дали фильму положительную оценку. Критики согласились, что фильм является атмосферным и довольно страшным, но при этом не заставляет мурашки бегать по коже, в отличие от фильма 1973 года. Игра юной Бэйли Мэдисон в целом благосклонно принята критиками, которые также высоко оценили идею сделать главной героиней девочку, в отличие от оригинального фильма со взрослой героиней.